# Wieskirche (Grub)

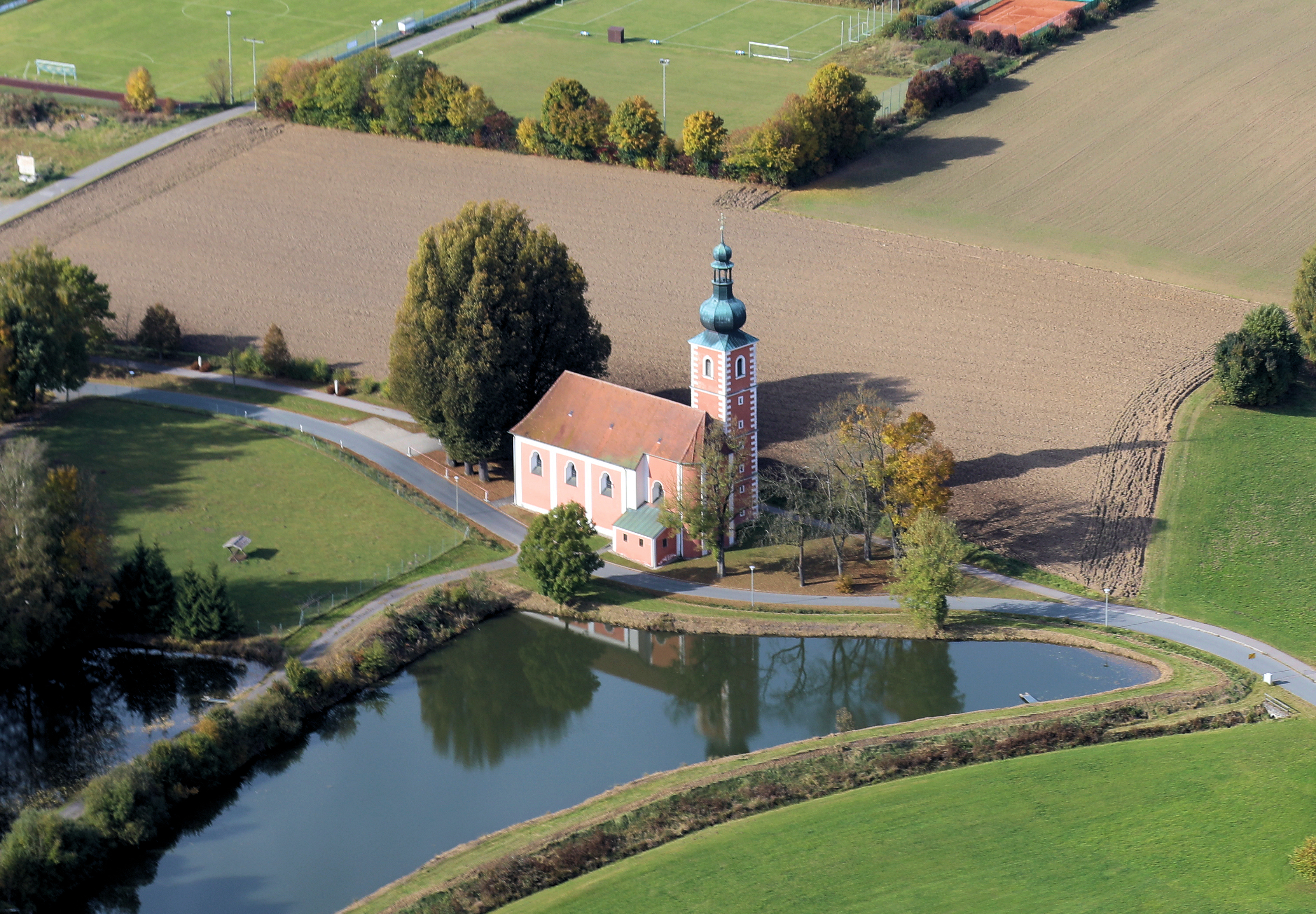
Wieskirche bei Moosbach (2021)

Die Wieskirche „Zum gegeißelten Heiland“ ist eine römisch-katholische Wallfahrtskirche am westlichen Ortsrand von Grub, etwa 200 m nordöstlich von Moosbach.

## Geschichte
1746 brachte die ledige Moosbacher Bürgerstochter Elisabeth Hiltner von einer Wallfahrt zum Gnadenbild der Wieskirche in Steingaden ein geschnitztes Bildnis des gegeißelten Heilandes mit und dieses wurde mit Erlaubnis des Pfarrers in einer Feldkapelle bei Grub eingesetzt. Diese Kapelle war 1706 von dem Schneider Georg Wesnitzer erbaut worden. Die sich daraufhin entwickelnde Wallfahrt lockte Pilger bis aus Pilsen, Prag und Wien an. Die eingehenden Opfergelder betrugen zwischen 1747 und 1756 mehr als 11.000 fl sowie Schmalz und Eier im Wert von 322 fl. Zudem sammelten sich wertvolle Votivgaben (sog. Anhänggeld, d. h. Silberketten, Münzen an Bändern, Taler und Ringe aus Gold und Silber) an.
Der Baumeister Andreas Dobmeier aus Waidhaus erstellte im Auftrag des Ortspfarrers einen Plan für eine neue Kirche. Der Grundstein dazu wurde am 19. Juni 1748 gelegt. Der Kirchenbau wurde unter reger Mithilfe der Bevölkerung begonnen. Aber vier Wochen nach Baubeginn begann ein Streit wegen des Jurisdiktionsrechts zwischen der Gemeinde Moosbach und dem Pflegamt Treswitz. Die Regierung in Amberg entschied zugunsten des Pflegamtes, worauf sich die Moosbacher Bürger an das Appellationsgericht in München wandten. Außerdem rückten die Bürger unter Führung des Bürgermeisters Feil bewaffnet gegen die Handwerker vor, nahmen ihnen die Werkzeuge ab und verbrachten sie ins Gefängnis. Darauf drohte die kurpfälzische Regierung in Amberg mit militärischen Zwangsmitteln. Im Oktober 1749 konnte der Bau fortgesetzt und am 21. September 1752 beendet werden (Baukosten 6497 fl). Am 15. Oktober 1752 wurde das Gnadenbild feierlich aus der Feldkapelle in die Wieskirche übertragen.
Im Jahr 1766 wurde mit dem Bau des Turmes der Wieskirche unter dem Baumeister Emmeram Grundler aus Waidhaus begonnen. Bauaufsicht hatte der Gerichtsschreiber Mariophilus von Sonnenburg. Nach dreijähriger Bauzeit war der Turm vollendet und Georg Adam Lochmüller setzte 1769 das dreifache Turmkreuz auf. Die Baukosten beliefen sich auf 12.163 fl.

## Bauwerk
Die Wieskirche ist eine barocke Saalkirche mit eingezogenem Chor im Osten. Die Kirche hat eine Länge von 28 m, die Breite des Presbyteriums beträgt 6,9 m, fir frd Kirchenschiffes 10,4 m. Der Innenraum hat eine Flachdecke, der Chor ein böhmisches Kappengewölbe.
An der Nordseite befindet sich ein viergeschossiger Turm mit Doppelzwiebelhaube und Laterne.

## Ausstattung

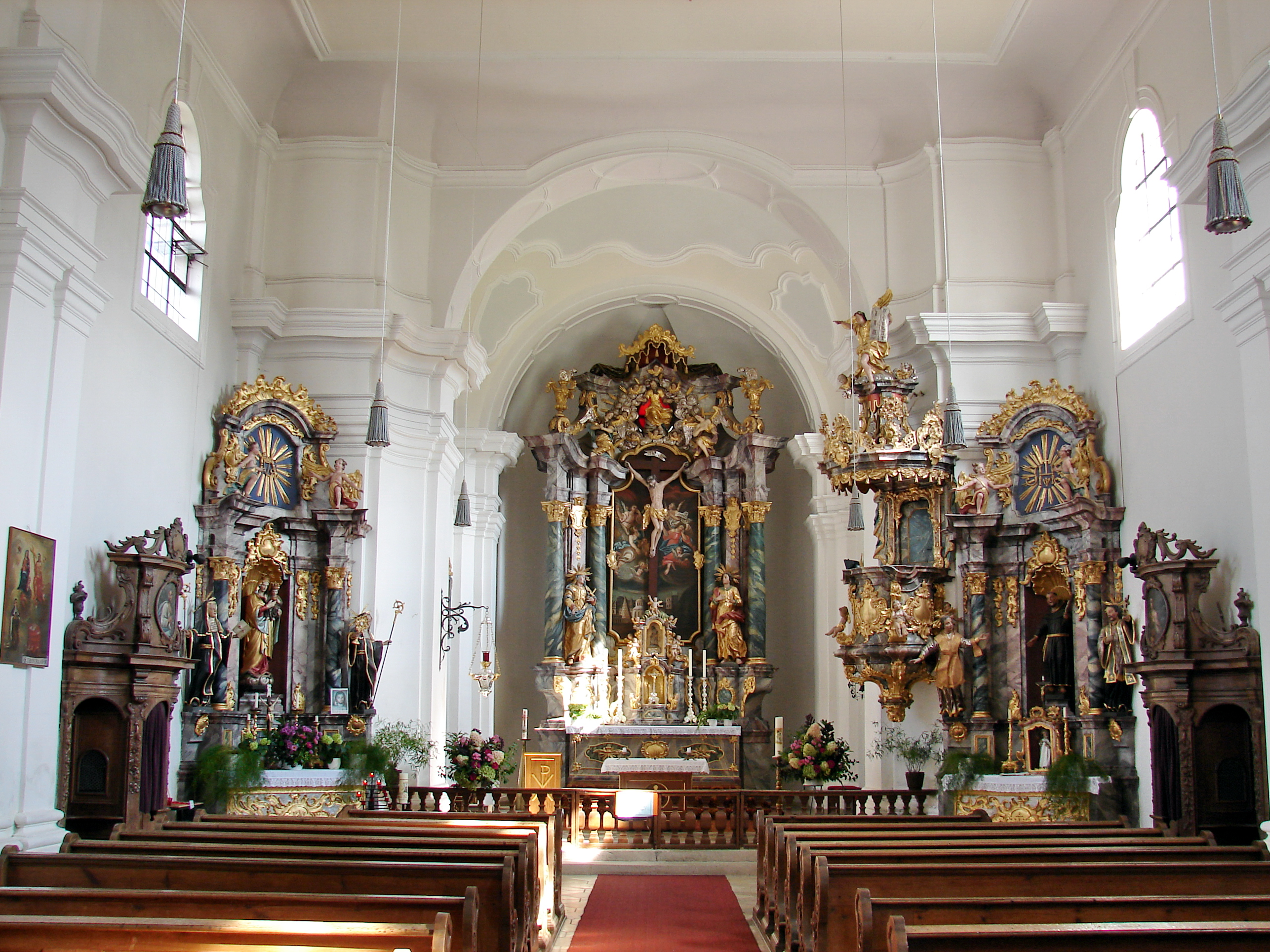
Wieskirche „Zum gegeißelten Heiland“: Innenraum

Die spätbarocke Ausstattung ist noch erhalten. Der Hochaltar wurde von Amberger Künstlern gestaltet, die Bildhauerarbeiten fertigte Paul Hirsch, die Schreinerarbeiten Peter Bach und die Faßarbeiten  erledigte Matthias Pösl. Im Hochaltar über dem Tabernakel befindet sich das Gnadenbild in einem kleinen gläsernen Schrein. Das Altarbild stammt von Mautthner. Die Kanzel wurde 1775 von den genannten Künstlern gemacht. Der nördliche Seitenaltar ist Franz von Assisi geweiht (Nebenfiguren sind die Jesuiten St. Ignatius und Franz Xaver), der südliche der Gottesmutter (Nebenfiguren St. Ottilia und St. Klara). Angefertigt wurden sie von dem Bildhauer Peter Stöber und dem Faßmaler G. M. Pösl. Das Speisegitter machte der Schreiner Joseph Ruff. Die in Eichenholz gestalteten Beichtstühle wurden 1775 von Hirsch und Bader ausgeführt, die Bilder an ihnen zeigen Petrus mit dem Hahn und Maria Magdalena mit dem Kreuz und Totenkopf. Auch die Wangen der Kirchenstühle stammen von diesen Kunsthandwerkern. Den Kreuzweg stiftete der Bauer M. Saller vom Ödhof.
Viele Votivbilder und Votivgaben stellen die Anliegen dar, denen die Pilger ihre Wallfahrt widmeten. Durch einen Diebstahl in den 1970er Jahren ging die Hälfte der Votivtafeln verloren. Die Kirche ist aber weiterhin Ziel von Pilgerfahrten, zuletzt auch von Pilgern aus Steingaden, von wo das hiesige Gnadenbild stammt.

### Orgel
Eine erste Orgel wurde 1761 aufgestellt. In das barocke Orgelgehäuse wurde 1983 nach einem Entwurf des Domorganisten Eberhard Kraus von der Orgelbaufirma Johann Rickert aus Regensburg ein Orgelwerk mit sechs Registern eingebaut.

### Glocken
Zu den Glocken gibt es eine Anekdote zu erzählen: Um der drohenden Abgabe der Glocken während des Ersten Weltkrieges zu entgehen, brachen Moosbacher Bürger am 17. November 1917 in die Kirche ein und haben die zum Abtransport vorbereiteten Glocken gestohlen und dann vergraben. Die Täter sind nie gefunden worden, aber nach dem Krieg tauchten die Glocken wieder auf.
Im Zweiten Weltkrieg mussten alle drei Glocken abgeliefert werden. Die älteste von 1765 ist wieder in die Wieskirche zurückgekommen. 1960 wurde für die Wieskirche eine zweite Glocke gestiftet. 1984 wurde für eine dritte Glocke gesammelt, die dann von der Glockengießerei Perner in Passau gefertigt wurde. Die Kirche verfügt nun über drei Glocken, die der hl. Barbara (510 kg von 1765), Maria und Josef (360 kg von 1960) und dem gegeißelten Heiland (140 kg von 1984) geweiht sind. Das Geläute hat die Töne gis1, ais1 und cis1.

## Klause bei der Wieskirche
Am 13. Januar 1779 wurde dem Klausner Felix Dippert von der Regierung in Amberg der Bau einer an die Kirche angelehnten Klause aus eigenen Mitteln gestattet. Durch ein hohes Fenster in seinem Wohnzimmer konnte er auf den Hochaltar sehen, um Diebstählen vorzubeugen. Nach dem Tod des Klausner († 15. Mai 1803) sah der Pfarrer keine Notwendigkeit für den Erhalt der Klause, da ein Mesner nun auf die Kirche achtgeben könnte. Am 23. August 1803 wurde die Klause zum Abbruch versteigert; erworben hat sie Peter Ulrich, Schmied von Burgtreswitz, um 32 fl.